# Trận đánh Cao điểm 935
Trận đánh Cao điểm 935, hay còn được biết đến tại Hoa Kỳ với tên gọi trận Cao điểm Căn cứ hỏa lực Ripcord là một trong những trận đánh cuối cùng giữa Quân Giải phóng miền Nam Việt Nam và Quân đội Hoa Kỳ trong Chiến tranh Việt Nam, diễn ra từ ngày 1 tháng 7 đến 23 tháng 7 năm 1970 tại khu vực Tây Thừa Thiên, miền Nam Việt Nam. Tham chiến trong trận đánh này là lực lượng của Sư đoàn 324B Quân Giải phóng miền Nam Việt Nam và các tiểu đoàn thuộc Sư đoàn Không vận 101 của Quân đội Hoa Kỳ.

## Bối cảnh
Cao điểm 935 là 1 điểm cao rất quan trọng ở phía tây Huế, thuộc huyện A Lưới. Quân Mỹ chiếm điểm cao này, xây dựng thành Căn cứ hoả lực Ripcord với 1 đại đội pháo 105 mm, 1 đại đội cối 106,7 mm. Phòng thủ căn cứ có Tiểu đoàn 2/502 và Tiểu đoàn 2/506 (Sư đoàn 101) chốt giữ 935 và một loạt các điểm cao xung quanh bởi các đơn vị thuộc Lữ đoàn 3 hoặc bởi Quân lực Việt Nam Cộng hòa.
Trước đó, từ tháng 1 năm 1970 đã có khá nhiều trận đụng độ ở xung quanh khu vực 935.
Tháng 6 năm 1970, Quân Giải phóng miền Nam Việt Nam quyết định tiến công các căn cứ địch ở vùng tranh chấp phía tây Thừa Thiên. Lực lượng gồm F304 và F324, trong đó F324 (Sư đoàn Ngự Bình) có nhiệm vụ chính là tiêu diệt 935.
Hướng 935 có Trung đoàn 1 và Trung đoàn 3 (Sư 324), Tiểu đoàn 2 Trung đoàn 6 Thừa Thiên, Tiểu đoàn đặc công 7B, các đại đội cối, ĐKZ, đại liên 12,7 mm. Tiểu đoàn 2 Trung đoàn 6 trực tiếp vây ép 935, các Trung đoàn 1 và 3 đánh địch ở các điểm cao xung quanh.

## Diễn biến
6 giờ sáng 1 tháng 7 năm 1970, Quân Giải phóng miền Nam Việt Nam dùng 3 trận địa ĐKZ 75 mm, 5 trận địa cối 82 mm bắn cấp tập 30 phút vào 935. Cối của Trung đoàn 1 và 3 cũng nã vào quân địch ở các điểm cao xung quanh. 9 giờ sáng, quân Mỹ phản kích, hàng loạt trận đánh vây ép xung quanh 935 bắt đầu.
Sáng 2 tháng 7, Mỹ tăng viện Tiểu đoàn 2/501, tiểu đoàn này bị đánh liên tục, tổn thất nhiều nên ngày 11 tháng 7 phải rút về Huế củng cố.
Ngày 3 tháng 7, Mỹ bắt đầu dùng B-52 rải thảm khu vực.
Ngày 13, 14, 15 tháng 7, Quân Giải phóng miền Nam Việt Nam tăng cường tiến công, liên tục tiến đánh, vây ép các điểm cao của đối phương. Pháo binh và đặc công mở nhiều trận tập kích.
Ngày 17 tháng 7, Sư đoàn 324 điều thêm 2 khẩu cối 120 mm và Tiểu đoàn 9 Trung đoàn 1 tăng cường bao vây 935. Sáng 18 tháng 7 cối 120 mm pháo kích mạnh vào 935. Phía Mỹ cũng phản kích liên tục.
Ngày 20 tháng 7, Mỹ tăng viện thêm 1 đại đội của Tiểu đoàn 1/506, đưa tổng số quân ở khu vực 935 lên 11 đại đội, trong đó ở 935 có khoảng 4 đại đội.
Đêm 22 tháng 7, pháo binh Mỹ trên 935 bắn không bình thường, cho thấy dấu hiệu quân Mỹ sẽ rút lui. Đến sáng 23 tháng 7, phía Mỹ dùng trực thăng bốc quân, Quân Giải phóng miền Nam Việt Nam tập trung súng cối bắn 344 viên (nhiều nhất trong cả đợt) vào 935, gây nhiều thiệt hại.
Đến 12 giờ 30 phút, Quân Giải phóng miền Nam Việt Nam hoàn toàn làm chủ 935. 14 giờ, phía Mỹ cho B-52 đánh hủy diệt căn cứ.

## Kết quả và ý nghĩa
Trận Cao điểm 935 được đánh giá là lần đầu tiên một căn cứ hỗn hợp cấp tiểu đoàn Mỹ bị 1 sư đoàn của Quân Giải phóng miền Nam Việt Nam tiêu diệt, đánh bại chiến thuật "chốt giữ điểm cao", "nhảy cóc", "ngăn chặn từ xa" của quân Mỹ ở Thừa Thiên.